# Bigfoot

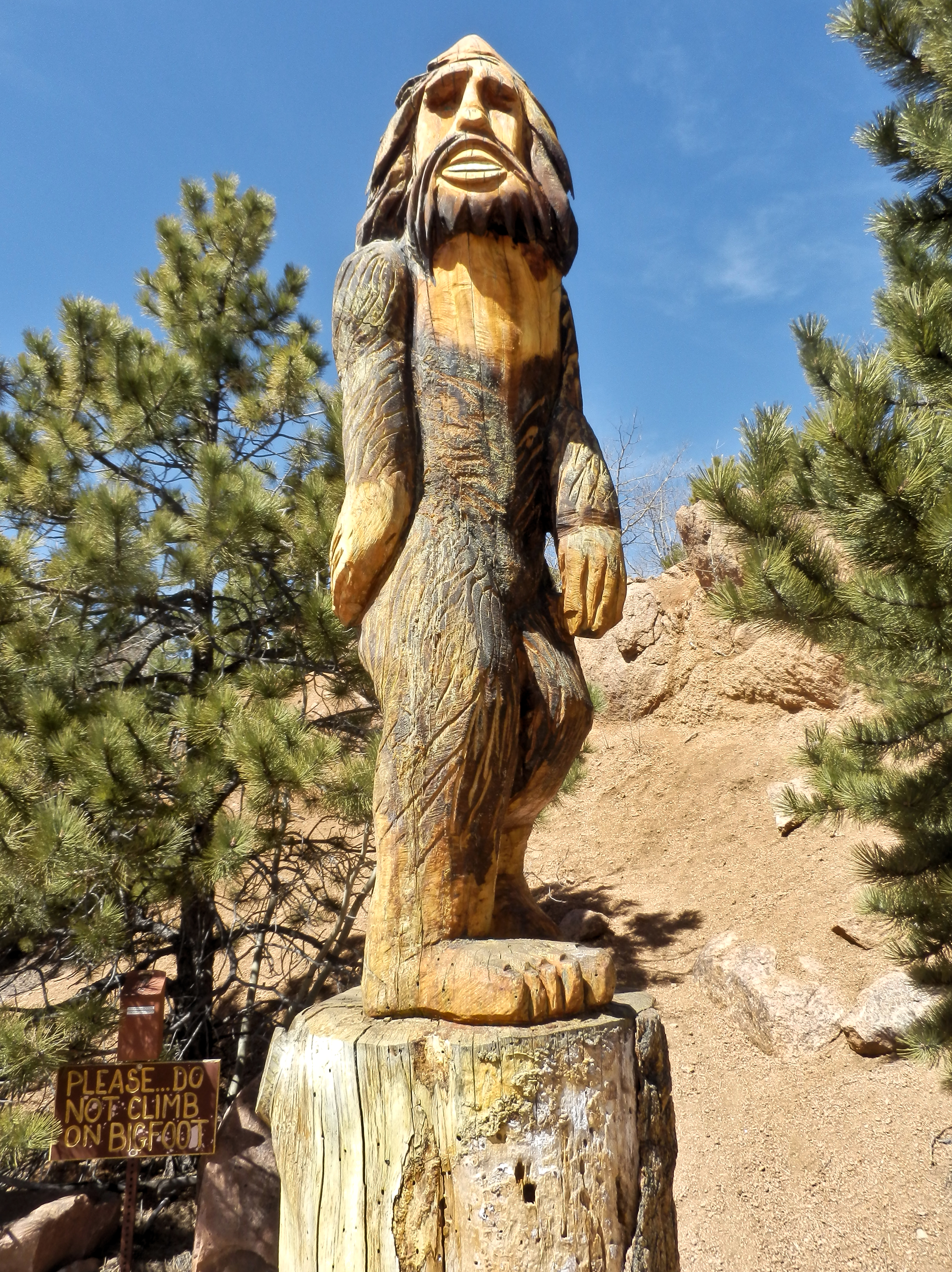
„Bigfoot“-Statue am Fuß des Pikes Peak in der Nähe des Crystal Creek Reservoirs

Bigfoot (englisch für „Großfuß“) heißt ein humanoider Kryptid der nordamerikanischen Folklore von erheblicher Größe, mit überdimensionalen Füßen und starker Fellbehaarung, der in fast allen Gebirgen der USA und Kanadas, insbesondere in den Rocky Mountains und den Appalachen, gesichtet worden sein soll. Angebliche Sichtungen werden allerdings auch aus den Waldgebieten von Texas berichtet. Bigfoot wird in Kanada und dem Bundesstaat Washington auch Sasquatch genannt, was in der Sprache dort ansässiger Ureinwohner für „stark behaarter Mensch“ bzw. „haariger Riese“ steht.

## Geschichte
Die Bigfootlegende kann mindestens bis in die 1850er Jahre zurückverfolgt werden, als in Nordkalifornien Indianer von einem dergestaltigen Wesen berichteten. Um 1958 erlebte die Legende eine Renaissance in der Öffentlichkeit.
Auch in verschiedenen Gebieten Asiens, wie der Volksrepublik China, Vietnam (dort bekannt als Felsenaffe), Malaysia und Indien, wird von ähnlichen Wesen unter anderen Namen berichtet. In den Medien werden die verschiedenen Wesen zumeist durch einen Namensvorsatz unterschieden, der das jeweilige Land bezeichnet.
Manche Kryptozoologen halten den Bigfoot wie den „Schneemenschen“ Yeti für einen Überlebenden der ausgestorbenen Gattung Gigantopithecus. 1985 versuchte der amerikanische Anthropologe Grover Krantz, den Bigfoot als Gigantopithecus blacki zu beschreiben. Die International Commission on Zoological Nomenclature lehnte dies ab, da das Taxon bereits vergeben war und Krantz keinen Holotyp vorweisen konnte.
Die meisten Forscher halten Bigfoot für einen Mythos, dennoch machen sich zahlreiche Menschen, sowohl Wissenschaftler als auch Laien, auf die Suche nach Bigfoot. Oft werden Braunbären oder Grizzlybären als Bigfoot identifiziert, die sich unter anderem auch aufrecht auf den Hinterbeinen bewegen können.
Skamania County und Whatcom County (beide in Washington) erklärten sich 1969 bzw. 1991 zu Bigfoot-Schutzgebieten: Hier ist die Bejagung des Kryptiden gesetzlich verboten.

## Sichtungen

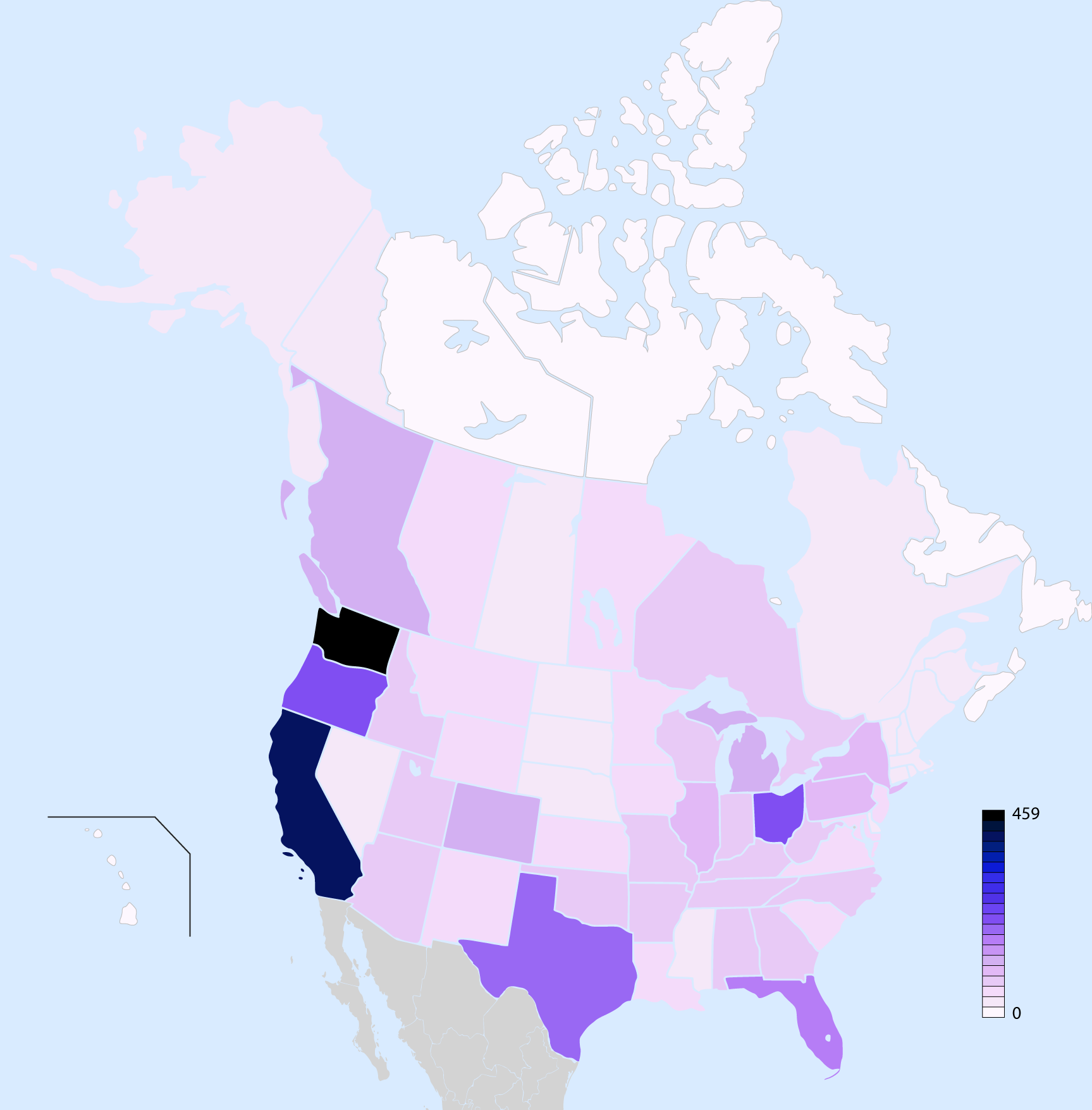
Bigfoot-Sichtungen in den USA und Kanada

Bislang konnten keine allgemein anerkannten Beweise für die Existenz von Bigfoot erbracht werden. Ton- und Bildaufnahmen erwiesen sich entweder eindeutig als Fälschungen oder sind sehr umstritten.
Am bekanntesten ist ein 1967 von Roger Patterson und Robert Gimlin veröffentlichter 16-mm-Film, der ein kryptozoologisches Wesen zeigt, das nach Meinung von Skeptikern ein Mensch in einem Gorillakostüm ist.
Im Dezember 2002 erklärte Michael Wallace, der Sohn des verstorbenen Holzfällerunternehmers und Bigfootforschers Ray L. Wallace, dass sein Vater seit ca. 1958 Bigfootfußspuren mit aus Holz geschnitzten Füßen gelegt habe. Die Veröffentlichung der Wallace-Geständnisse und der Fotos von Michael Wallace mit großen Holzfüßen in der Hand fand ein starkes Echo in den amerikanischen, aber auch in internationalen Medien. Tenor: „Bigfoot ist tot!“
Bigfootforscher behaupten, die häufig gefälschten Bigfootfährten seien leicht von „echten“ zu unterscheiden; die Gewichtsverlagerung eines lebendigen Wesens könne nicht durch einfache Holzstempel oder Latexfüße nachgebildet werden.
Doch es sollen auch Knochen der Affenmenschen vorliegen. Auch Berichte über erschossene Exemplare machen die Runde, etwa aus dem Jahre 1549, als nahe der bolivianischen Stadt Caracas der Kadaver eines dort Ukumar (ukumari, Quechua: „Bär“) genannten Wesens gefunden worden sein soll. In der Nähe von Tafi Valley soll ein Ukumar, wie Pedro de Cieza de León in seiner Chronik von Peru (La Crónica del Perú) berichtet, sogar lebendig gefangen worden sein.
Zwei Männer behaupteten im Juli 2008, in den nördlichen Wäldern des amerikanischen Bundesstaates Georgia einen Bigfootleichnam gefunden zu haben. Wie am 19. August bekannt wurde, handelte es sich dabei aber lediglich um ein handelsübliches Bigfootkostüm, das von den beiden offensichtlich in betrügerischer Absicht eingefroren worden war.

## Rezeption
Die Legende von Bigfoot wird in verschiedenen Medien thematisiert.
- Im Film Big Foot – Das größte Monster aller Zeiten von 1970.
- 1979 wurde der Film The Capture of Bigfoot (Regie: Bill Rabane) veröffentlicht, in dem ein Bigfoot zwei Trapper angegriffen hat[10]
- 1987 entstand die Filmkomödie Harry and the Hendersons mit John Lithgow und Melinda Dillon in den Hauptrollen. Darin fährt die Familie Henderson auf dem Rückweg von einem Campingausflug versehentlich einen Bigfoot an und nimmt ihn mit nach Hause. Der Bigfoot entpuppt sich zwar als ziemlich ungeschickt und gefräßig, aber auch als sehr liebenswert und bekommt von seiner neuen Familie den Namen Harry. Diese Story wurde von 1991 bis 1993 auch für eine gleichnamige Fernsehserie adaptiert, in der Bruce Davison den Familienvater darstellte. Der haarige Bigfoot wurde sowohl im Film als auch in der Serie von dem Schauspieler Kevin Peter Hall dargestellt, der jedoch vor Ablauf der Serie durch eine infizierte Blutkonserve an AIDS verstarb und durch Dawan Scott ersetzt werden musste.
- In der Simpsons-Episode der Vorsicht, wilder Homer! (Staffel 1; OT: The Call of the Simpsons) wird der nackte und schlammbedeckte Homer Simpson versehentlich für Bigfoot gehalten.[11]
- In dem Disney-Film Goofy – Der Film treffen Goofy und sein Sohn Max auf einen Bigfoot, der sie daran hindert, ihren Wagen zu verlassen.
- Im Computerspiel Sam & Max Hit the Road lautet der Auftrag, einen aus einem Zirkus entlaufenen (geflüchteten) Bigfoot zurückzubringen. Im Lauf der Ermittlungen wird nach und nach eine ganze Bigfootkultur aufgedeckt.
- In einer Episode von Futurama (Lustkrise auf Omikron Persei 8) begibt sich Fry auf die Suche nach Bigfoot, wird dabei von Außerirdischen entführt und muss bei seiner Rückkehr feststellen, dass ihm die Nase (auch als „menschliches Horn“ bezeichnet) abgeschnitten wurde, damit sie als Aphrodisiakum für Aliens benutzt werden kann. Anschließend soll ihm auch noch das „untere Horn“ abgeschnitten werden, ein plötzliches Auftreten von Bigfoot verhindert dies jedoch.
- In der teilweise im Found-Footage-Stil gedrehten Episode Bigfoot und die Spencersons der US-amerikanischen Krimiserie Psych jagen die Protagonisten zusammen mit zwei Film-Studenten in einem Wald in Kalifornien nach Bigfoot. Dieser entpuppt sich letztlich aber als Aussteiger mit einem für die Jagd selbst angefertigten ghillie suit.
- Im Film Kings of Rock – Tenacious D trifft Jables (gespielt von Jack Black) in seinem durch halluzinogene Pilze verursachten Rausch auf den Sasquatch. Dieser meint, Jables sei sein Baby, und beide machen eine aufregende Reise durch einen bunten Zauberwald sowie eine Fahrt auf dem „Erdbeerfluss“.
- In der Serie Zurück in die Vergangenheit (Die Suche nach Bigfoot) hebt Bigfoot ein festsitzendes Auto zurück auf die Straße und wird dabei von Dr. Sam Beckett gesehen.
- In einer Episode von MacGyver (Staffel 3, Episode 4 – Das Geisterschiff) spielt Bigfoot beinahe eine Hauptrolle. MacGyver wird ständig mit der Kreatur konfrontiert, direkt und indirekt. Bei einem direkten Kampf mit dem Tier stellt sich heraus, dass es sich doch nur um einen Bösewicht im Kostüm handelt. Zum Ende der Folge wird die Nichtexistenz von Bigfoot wieder in Frage gestellt, als plötzlich Tiergebrüll zu hören ist.
- In der Folge Das Bergmonster der Jugendbuchserie Die drei ??? treffen die drei Detektive aus Rocky Beach auf ein Bergmonster, das der Beschreibung von Bigfoot sehr nahekommt. Ein Wildjäger und ein Naturschützer treten als Gegenspieler auf, die jeweils versuchen, jene Kreatur zu fangen beziehungsweise vor dem Gefangenwerden zu bewahren. Dies ist eine der wenigen Folgen, in denen die drei Fragezeichen tatsächlich auf ein unbekanntes Wesen oder Phänomen stoßen, das nicht durch einen technischen Trick inszeniert wird. Das Monster wird in der Geschichte als angsteinflößend, aber harmlos und schützenswert dargestellt.
- Der Comic Flink von Doug TenNapel (unter anderem Earthworm Jim, Katzekratz) erzählt die Geschichte eines Jungen, der einen Flugzeugabsturz in den Wäldern überlebt und von einem Bigfoot namens Flink gerettet wird.
- In der Folge Bigfoot und Waschbiber der Jugendserie iCarly wird in den Nachrichten über eine Bigfoot-Sichtung berichtet. Die vier Freunde (Carly Shay, Spencer Shay, Samantha Pucket, Fredward Benson) beschließen schließlich, Bigfoot zu suchen, und fahren mit einem Wohnmobil in die Rocky Mountains.
- In der amerikanischen Serie Fact or Faked – Auf den Spuren des Paranormalen wurde in der Folge Die Bestie aus dem Moor untersucht, ob es Bigfoot gibt. Es wurde aber kein eindeutiges Ergebnis erzielt.
- Im Musikvideo zum Lied Triple Trouble (engl.: „dreifacher Ärger“) der US-amerikanischen Hip-Hop-Band Beastie Boys entführt Sasquatch die drei Mitglieder der Gruppe.
- In der Episode Big Feet der amerikanischen Fernsehserie Grimm dient Bigfoot als Vorlage für eines der übernatürlichen Wesen, die in der Serie die Hauptrolle spielen.
- Im Spiel Red Dead Redemption: Undead Nightmare muss man in einer Mission mehrere Bigfoots aufspüren und töten. Der Großteil der Bevölkerung wird in dem Glauben gelassen, dass die Bigfoots bösartig sind, in einem Gespräch stellt sich allerdings heraus, dass dies eine friedliche Rasse ist. Wenn der Spieler die Bigfoots tötet, so der Bigfoot, mit dem man spricht, rottet man den Rest der Rasse aus.
- In dem Film Abominable von 2006 wird der Bigfootmythos aufgegriffen. Der Bigfoot tritt hier als bösartiges Wesen in Erscheinung und tötet einige Menschen.
- In der Folge The Fast and the Furriest (Staffel 5, Episode 20) aus der Serie Castle finden Beckett und Castle Hinweise, dass ein Bigfoot der Mörder sein könnte.
- In Timo Roses Foundfootage-Serie Nature von 2015 jagt die Hauptfigur acht Folgen lang Bigfoot hinterher.
- In der TV-Doku Die Monster-Jäger – Bestien auf der Spur (Mountain Monsters) dreht sich ein Großteil der Episoden um den Beweis der Existenz von Bigfoot. Hier werden sie in einzelne Arten (wie Grassman, Yahoo, Wildman, Dustman) unterteilt und in Wäldern und Feldern (v. a. der Appalachen) gesucht.
- Im PC-Spiel „Finding Bigfoot“ macht sich der Protagonist auf die Suche nach Bigfoot.
- Im Animationsfilm Mister Link – Ein fellig verrücktes Abenteuer sucht ein einsamer Sasquatch nach seinesgleichen und lässt sich von einem britischen Entdecker in den Himalaya bringen, um dort Anschluss zu finden.
- Der Angelsachsenforscher und Antiquar Tom Bredehoft hat 2022 einen Roman über einen als Privatdetektiv agierenden Bigfoot namens Foot veröffentlicht, der sich bemüht, trotz zweier Morde die Existenz einer ganzen Bigfoot-Gemeinschaft in Morgantown, West Virginia, zu vertuschen: Foote: A Mystery Novel , .
- Mehrere Bands und Musikprojekte sind nach Bigfoot/Sasquatch benannt, besonders hervorzuheben wäre die US-Stoner-Band  Sasquatch.

## Trivia
In Anlehnung an den Begriff Sasquatch werden aus den Hinterteilen von Hirschen hergestellte Tierpräparate mit charakteristischen Fratzen scherzhaft als Assquatch bezeichnet.